# Liste der Ober- und Mittelzentren in Brandenburg
Die Liste der Ober- und Mittelzentren in Brandenburg listet alle Oberzentren und Mittelzentren einschließlich der Mittelzentren in Funktionsteilung im Land Brandenburg auf. Die Grundlage für die Zuordnung einer Stadt zu einem Oberzentrum beziehungsweise einem Mittelzentrum bildet die Verordnung über den Landesentwicklungsplan Hauptstadtregion Berlin-Brandenburg vom 29. April 2019.
Die Einträge sind alphabetisch sortiert.

## Oberzentren
| Zentrum                  | Landkreis                           |
| ------------------------ | ----------------------------------- |
| Brandenburg an der Havel | Kreisfreie Stadt                    |
| Cottbus                  | Kreisfreie Stadt                    |
| Frankfurt (Oder)         | Kreisfreie Stadt                    |
| Potsdam                  | Kreisfreie Stadt (Landeshauptstadt) |

## Mittelzentren
| Zentrum                | Landkreis             |
| ---------------------- | --------------------- |
| Angermünde             | Uckermark             |
| Bad Belzig             | Potsdam-Mittelmark    |
| Bad Freienwalde (Oder) | Märkisch-Oderland     |
| Beeskow                | Oder-Spree            |
| Bernau bei Berlin      | Barnim                |
| Blankenfelde-Mahlow    | Teltow-Fläming        |
| Eberswalde             | Barnim                |
| Eisenhüttenstadt       | Oder-Spree            |
| Erkner                 | Oder-Spree            |
| Falkensee              | Havelland             |
| Finsterwalde           | Elbe-Elster           |
| Forst (Lausitz)        | Spree-Neiße           |
| Fürstenwalde/Spree     | Oder-Spree            |
| Guben                  | Spree-Neiße           |
| Hennigsdorf            | Oberhavel             |
| Herzberg (Elster)      | Elbe-Elster           |
| Jüterbog               | Teltow-Fläming        |
| Königs Wusterhausen    | Dahme-Spreewald       |
| Kyritz                 | Ostprignitz-Ruppin    |
| Lübben (Spreewald)     | Dahme-Spreewald       |
| Lübbenau/Spreewald     | Oberspreewald-Lausitz |
| Luckau                 | Dahme-Spreewald       |
| Luckenwalde            | Teltow-Fläming        |
| Ludwigsfelde           | Teltow-Fläming        |
| Nauen                  | Havelland             |
| Neuenhagen bei Berlin  | Märkisch-Oderland     |
| Neuruppin              | Ostprignitz-Ruppin    |
| Oranienburg            | Oberhavel             |
| Prenzlau               | Uckermark             |
| Rathenow               | Havelland             |
| Schwedt/Oder           | Uckermark             |
| Seelow                 | Märkisch-Oderland     |
| Spremberg              | Spree-Neiße           |
| Strausberg             | Märkisch-Oderland     |
| Teltow                 | Potsdam-Mittelmark    |
| Templin                | Uckermark             |
| Zossen                 | Teltow-Fläming        |

## Mittelzentren in Funktionsteilung
| Teilzentrum 1 | Teilzentrum 2         | Landkreis                       |
| ------------- | --------------------- | ------------------------------- |
| Elsterwerda   | Bad Liebenwerda       | Elbe-Elster                     |
| Hoppegarten   | Neuenhagen bei Berlin | Märkisch-Oderland               |
| Lauchhammer   | Schwarzheide          | Oberspreewald-Lausitz           |
| Perleberg     | Wittenberge           | Prignitz                        |
| Pritzwalk     | Wittstock/Dosse       | Prignitz und Ostprignitz-Ruppin |
| Schönefeld    | Wildau                | Dahme-Spreewald                 |
| Senftenberg   | Großräschen           | Oberspreewald-Lausitz           |
| Werder/Havel  | Beelitz               | Potsdam-Mittelmark              |
| Zehdenick     | Gransee               | Oberhavel                       |